# 曲耀离

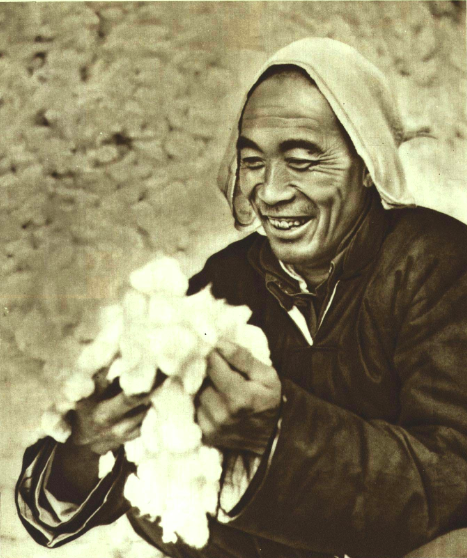
1951年的曲耀离

曲耀离（1909年—1979年），山西运城人。中华人民共和国政治人物。
历任国光农业生产合作社主任、生产大队大队长、人民公社副社长。曾经被选为第一届全国人大代表，获农业部爱国丰产奖。1957年，获全国农业劳动模范称号。